# Charles Robert Leslie
Ne pas confondre avec le peintre Robert Charles Leslie (1826-1901) et l'historien Charles Robert Leslie Fletcher (1857-1934).
Charles Robert Leslie, né le 19 octobre 1794 et mort le 5 mai 1859, est un peintre de genre anglais.

## Biographie
Leslie naît à Londres de parents américains. Lorsqu'il atteint l'âge de cinq ans, toute la famille repart s'installer aux États-Unis, dans la ville de Philadelphie. Leslie y suit ses études puis obtient un poste d'apprenti chez un libraire. Cependant, il s'intéresse surtout à la peinture et au théâtre : lorsque l'acteur George Frederick Cooke vient jouer une représentation en ville, il exécute un portrait de lui d'après son souvenir sur scène ; cette œuvre est jugée si prometteuse que le jeune artiste se voit offrir une bourse afin d'aller étudier la peinture en Europe.
Il part pour Londres en 1811, nanti de lettres de recommandation qui lui valent le soutien de diverses personnalités du monde artistique du moment comme Benjamin West, William Beechey, Washington Allston, Samuel Coleridge ou encore Washington Irving. Il intègre la Royal Academy, où il remporte deux médailles d'argent. Influencé d'abord par West et Fuseli, il s'essaie au grand art avec un traitement du thème de Saül et la sorcière d'Endor; mais il découvre rapidement sa véritable voie et se tourne vers les plus petits formats de la peinture de cabinet.
En 1817, il est à Paris quand il rencontre, par l'intermédiaire d'Irving,  Gilbert Stuart Newton qui arrive de Florence sur le chemin pour l'Angleterre et l'accueillera à Londres où celui-ci entrera comme étudiant à la Royal Academy.
Leslie gravit les échelons de la Royal Academy dont il devient associé en 1821, pour obtenir cinq ans plus tard le titre d'académicien. En 1827, il est reçu à l'Académie de dessin américaine comme académicien honoraire. En 1833, il part aux États-Unis pour y enseigner le dessin à l'académie militaire de West Point, mais le poste s'avère pénible, et il rentre en Angleterre quelque six mois après en être parti. 
Il meurt le 5 mai 1859. Il est inhumé au cimetière de Kensal Green.

## Entourage
Leslie est le frère de l'écrivaine Eliza Leslie et de l'officier Thomas Jefferson Leslie. En avril 1825, il épouse Harriet Honor Stone avec qui il a six enfants. Leur fille Caroline Anna a pour fils le peintre Charles Robert Leslie Fletcher. Leur deuxième fils, Sir Bradford Leslie, devient un célèbre bâtisseur de ponts, et leur fils cadet, George Dunlop Leslie (1835-1921), fait une belle carrière d'artiste.

## Œuvre

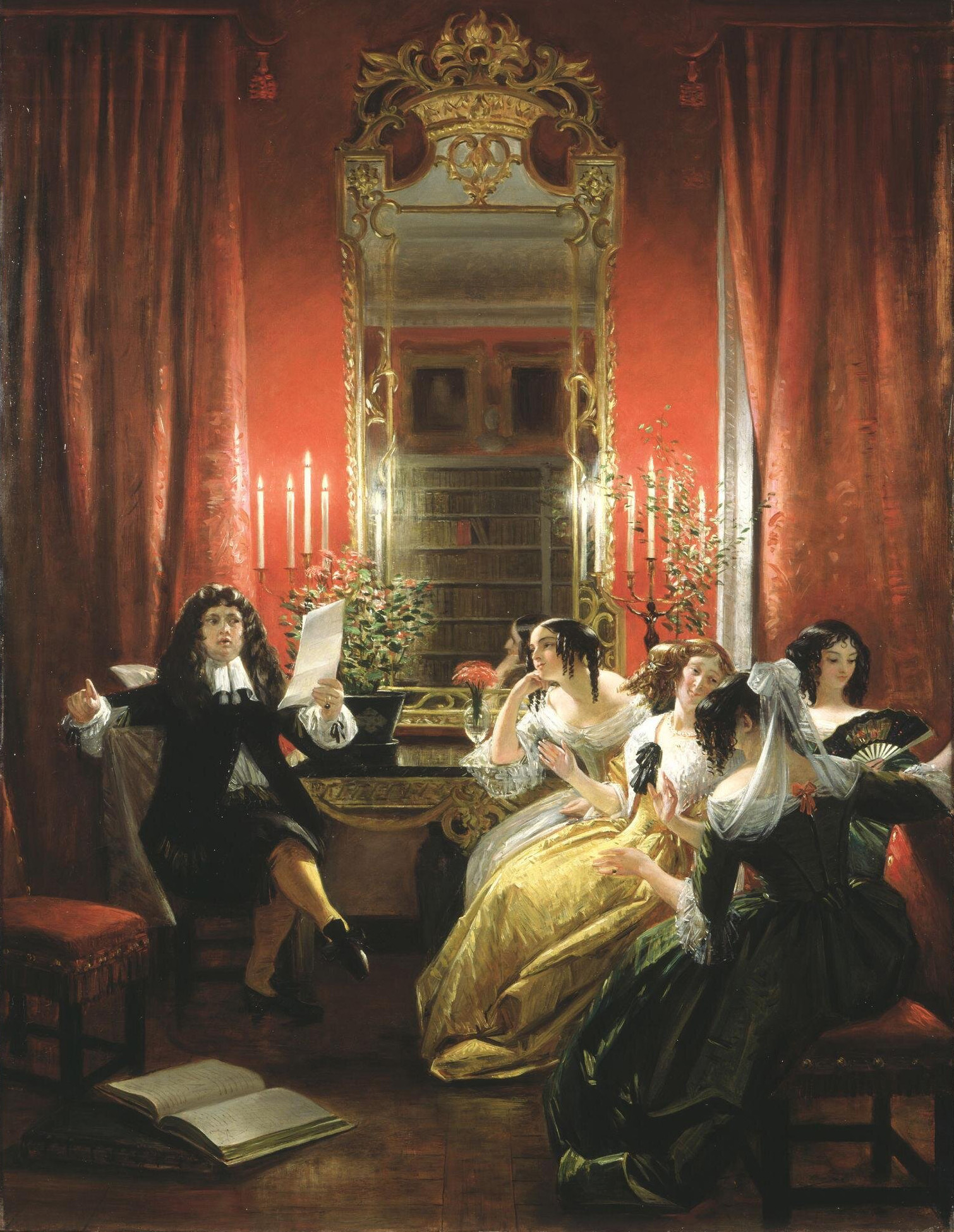
Les Femmes savantes (1845), une scène de Molière.

Contrairement à certains de ses contemporains comme David Wilkie, il ne s'attache pas à décrire son entourage quotidien mais s'intéresse à des scènes de fiction tirées des œuvres de grands maîtres comme Shakespeare et Cervantes, Addison et Molière, Swift, Sterne, Fielding et Smollett. 

Parmi les tableaux notables de Leslie, on relève :

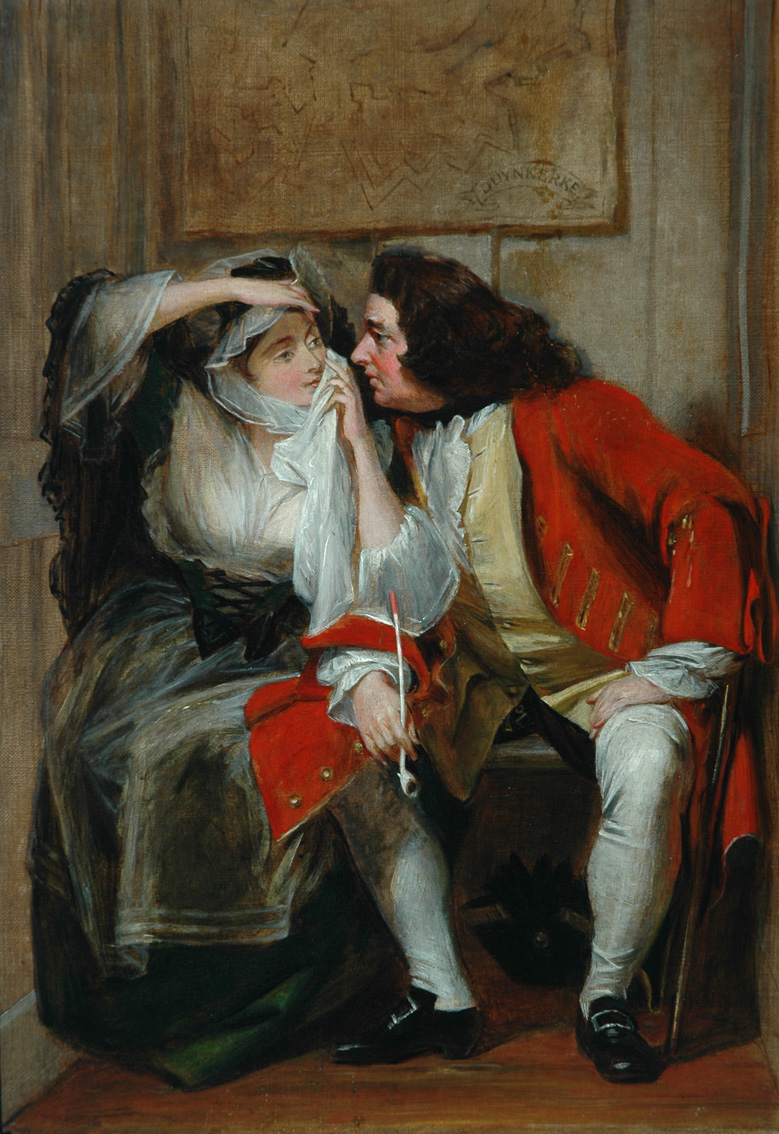
Oncle Toby et la Veuve Wadman de Laurence Sterne's in La Vie et les Opinions de Tristram Shandy, Gentilhomme.

- Sir Roger de Coverley going to Church (1819);
- May-day in the Time of Queen Elizabeth (1821)
- Portrait of a Gentleman (1823)
- Sancho Panza and the Duchess (1824)
- Uncle Toby and the Widow Wadman (1831)
- Le Malade imaginaire, acte III, scène VI (1843)
- Our Saviour Teaching his Disciples a Lesson Humility (1844)
- The Pharisee and the Publican (1847)
- The Reading Lesson from an Etching by Raffaelle (1848)
- Duke's Chaplain Enraged leaving the Table, d'après Don Quichotte (1849)
- Martha and Mary (1849)
- The Mother's Return to her Child (1849)

Plusieurs œuvres sont commandées et achetées par James Lenox. Elles sont d'abord exposées à la Lenox Library, puis confiées à la New York Public Library. Il existe plusieurs copies de ses tableaux les plus importants..
Leslie possède un talent d'empathie qui lui permet d'accéder facilement à l'esprit de l'auteur qu'il illustre ; il est également doué d'un sens aigu de la beauté féminine, d'un œil sans faille pour capturer l'essence d'un caractère dans un visage ou une silhouette, ainsi que d'un sens de l'humour frais et solaire, guidé par un raffinement instinctif qui l'empêche de franchir les limites du bon goût.
En plus de son talent d'artiste, Leslie possède une plume alerte et plaisante. La Vie de Constable qu'il publie en 1843 pour honorer son ami le peintre paysagiste est considéré comme l'un des classiques de la biographie d'artiste. Il rédige également en 1855 son Manuel du jeune peintre, un volume qui synthétise l'essentiel de ses cours comme professeur de peinture à la Royal Academy. En 1860, Tom Taylor publie à titre posthume Autobiography and Letters, qui contiennent d'intéressantes évocations des amis et contemporains célèbres de Leslie. Sa correspondance renvoie l'image d'un homme affectueux, sociable, candide, modeste et avide d'instruction et d'amélioration, cherchant toujours à s'approcher de ses contemporains les plus brillants sans pour autant se montrer intrusif. Taylor publie également en 1865 une biographie que Leslie avait consacré à Joshua Reynolds.

## Publications
- Memoirs of the Life of John Constable,1843, Chapman & Hall, Londres, 1896.
- Life and Times of Sir Joshua Reynolds, with Notices of Some of his Contemporaries, édition établie par Tom Taylor, John Murray, Londres 1865
- Handbook for Young Painters (with illustrations), John Murray, Londres 1855
- Charles Robert King et ed. with prefatory essay & selected correspondence by Tom Taylor, Autobiographical Recollections, Boston, Ticknor & Fields, 1860 Sur Google Livres; à l'Internet Archive.